# Старокривинська сільська рада
Старокриви́нська сільська́ ра́да — адміністративно-територіальна одиниця та орган місцевого самоврядування у Славутському районі Хмельницької області. Адміністративний центр — село Старий Кривин.

## Загальні відомості
Старокривинська сільська рада утворена в 1947 році.
- Територія ради: 28,83 км²
- Населення ради: 1 464 особи (станом на 2001 рік)
- Територією ради протікає річка Горинь

## Населені пункти
Сільській раді підпорядковані населені пункти:
- с. Старий Кривин
- с. Новий Кривин

## Склад ради
Рада складається з 16 депутатів та голови.
- Голова ради: Малинюк Василь Анатолійович
- Секретар ради: Клименко Ольга Віталіївна

### Керівний склад попередніх скликань
| Прізвище, ім'я, по батькові    | Основні відомості                                                 | Дата обрання | Дата звільнення |
| ------------------------------ | ----------------------------------------------------------------- | ------------ | --------------- |
| Хижавський Володимир Дмитрович | Сільський голова, 1951 року народження, безпартійний              | 26.03.2006   | 31.10.2010      |
| Малинюк Василь Анатолійович    | Сільський голова, 1968 року народження, освіта вища, безпартійний | 31.10.2010   |                 |

Примітка: таблиця складена за даними сайту Верховної Ради України

### Депутати
За результатами місцевих виборів 2010 року депутатами ради стали:

#### За суб'єктами висування
| Суб'єкт висування                 | Кількість обраних депутатів | %    |
| --------------------------------- | --------------------------- | ---- |
| Самовисування                     | 10                          | 62,5 |
| Народна партія                    | 4                           | 25   |
| Комуністична партія України       | 1                           | 6,3  |
| Політична партія «Сильна Україна» | 1                           | 6,3  |

#### За округами
| № округу                          | Прізвище, ім'я, по батькові    | Дата визнання обраним | Освіта             | Партійна приналежність                  | Відомості про обраного депутата                                     |
| --------------------------------- | ------------------------------ | --------------------- | ------------------ | --------------------------------------- | ------------------------------------------------------------------- |
| Комуністична партія України       |                                |                       |                    |                                         |                                                                     |
| 8                                 | Гуменюк Тетяна Василівна       | 01.11.2010            | вища               | член Комуністичної партії України       | Старокривинська загальноосвітня школа I-III ст., вчитель математики |
| Народна Партія                    |                                |                       |                    |                                         |                                                                     |
| 1                                 | Ткачук Андрій Петрович         | 01.11.2010            | вища               | член Народної партії                    | ДП «Славутський лісгосп» Нетішинське лісництво, в.о. лісничого      |
| 4                                 | Семенюк Ольга Іванівна         | 01.11.2010            | середня спеціальна | позапартійна                            | Старокривинська сільська рада, секретар                             |
| 6                                 | Клименко Ольга Віталіївна      | 01.11.2010            | вища               | позапартійна                            | Старокривинській будинок культури, художній керівник                |
| 7                                 | Романюк Світлана Петрівна      | 01.11.2010            | середня спеціальна | позапартійна                            | Старокривинська амбулаторія, акушерка                               |
| Політична партія «Сильна Україна» |                                |                       |                    |                                         |                                                                     |
| 2                                 | Антоню Сергій Вікторович       | 01.11.2010            | середня            | член Політичної партії «Сильна Україна» | Шепетівська дистанція колії, бригадир колії                         |
| Самовисування                     |                                |                       |                    |                                         |                                                                     |
| 3                                 | Остапчук Олег Федорович        | 01.11.2010            | вища               | позапартійний                           | Хмельницька АЕС, майстер                                            |
| 5                                 | Шолудбко Віктор Васильович     | 10.01.2011            | позапартійний      | ВАТ «Волинь-Цемент»                     | заступник начальника гірничого цеху                                 |
| 9                                 | Шпак Роман Вікторович          | 01.11.2010            | вища               | позапартійний                           | Спортивна школа КДЮСШ м. Нетішин, тренер                            |
| 10                                | Кудринський Володимир Павлович | 01.11.2010            | середня            | позапартійний                           | пенсіонер                                                           |
| 11                                | Мазярко Сергій Яковлевич       | 01.11.2010            | середня            | позапартійний                           | ТзОВ «Моноліт-Кривин», директор                                     |
| 12                                | Пилипчук Микола Володимирович  | 01.11.2010            | середня            | позапартійний                           | Хмельницька АЕС, електрослюсар                                      |
| 13                                | Коломійчук Ігор Сергійович     | 01.11.2010            | середня            | позапартійний                           | тимчасово не працює                                                 |
| 14                                | Ковальчук Ігор Валентинович    | 01.11.2010            | середня            | позапартійний                           | Хмельницька АЕС                                                     |
| 15                                | Юрець Сергій Іванович          | 01.11.2010            | середня            | позапартійний                           | тимчасово не працює                                                 |
| 16                                | Штиба Віктор Опанасович        | 01.11.2010            | середня            | позапартійний                           | приватний підприємець                                               |

## Господарська діяльність
Основним видом господарської діяльності сільської ради є сільськогосподарське виробництво.

## Населення
Згідно з переписом УРСР 1989 року чисельність наявного населення сільської ради становила 2098 осіб, з яких 951 чоловік та 1147 жінок.
За переписом населення України 2001 року в сільській раді мешкало 1450 осіб.

### Мова
Розподіл населення за рідною мовою за даними перепису 2001 року:
| Мова       | Відсоток |
| ---------- | -------- |
| українська | 96,11 %  |
| російська  | 3,69 %   |
| вірменська | 0,07 %   |
| польська   | 0,07 %   |